# Saito Manabu
Saito Manabu (sinh ngày 4 tháng 4 năm 1990) là một cầu thủ bóng đá người Nhật Bản.

## Đội tuyển bóng đá quốc gia Nhật Bản
Saito Manabu thi đấu cho đội tuyển bóng đá quốc gia Nhật Bản từ năm 2013 đến 2014.

## Thống kê sự nghiệp
| Đội tuyển bóng đá Nhật Bản | Đội tuyển bóng đá Nhật Bản | Đội tuyển bóng đá Nhật Bản |
| Năm                        | Trận                       | Bàn                        |
| -------------------------- | -------------------------- | -------------------------- |
| 2013                       | 3                          | 1                          |
| 2014                       |                            |                            |
| Tổng cộng                  | 3                          | 1                          |